# 本·布里爾頓·迪亞斯
本·布里爾頓·迪亞斯（英語：Ben Brereton Diaz；1999年4月18日—）是一位智利足球運動員，現時効力英冠球隊南安普顿，曾經代表英格蘭國家各級青年隊，現在代表智利國家足球隊參加國際賽事。布里爾頓在場上的位置是前鋒。

## 国际职业生涯
布里爾頓出生于英国，母亲是智利人，因此他有资格代表这两个国家出场。他为英格兰各级别队伍效力过，但后来选择效力智利，并在2021年完成了他的智利国家队首秀。

### 英格兰
2017年3月，布里爾頓首次被英格兰队召入阵容，入选了U19队，参加了对阵西班牙、挪威和白俄罗斯的比赛。他在对阵西班牙的比赛中首发出场，并帮助球队以3-0获胜。在对阵白俄罗斯的比赛中，他替补上场，并在5-1的胜利中做出了贡献。教练Keith Downing称赞了他的表现，并表示他很容易融入球队。
布莱顿·迪亚斯随后被召入英格兰队参加了2017年欧洲U19锦标赛。在小组赛阶段，他对阵荷兰的比赛中打入了胜利一球。他还在对阵德国的比赛中打入了两个进球。在对阵葡萄牙的决赛中，布莱顿·迪亚斯在下半场替补上场。他在整个锦标赛中共打入3球，成为锦标赛的并列最佳射手。布莱顿·迪亚斯还参加了2018年欧洲U19锦标赛，在小组赛阶段的首场比赛对阵土耳其时打入了他在本届锦标赛的唯一进球。

### 智利
在一群玩《足球经理》的球迷注意到他有一半的智利血统后，他们开始在社交媒体上发起一场运动，希望布里爾頓能为智利效力。这个消息随后被全国媒体热烈地讨论，2021年5月24日，布里爾頓首次被智利队主帅马丁·拉萨尔特召入智利国家队，参加对阵阿根廷和玻利维亚的2022年FIFA世界杯预选赛。随后，他也入选了智利参加2021年美洲杯的阵容，并于6月14日在对阵阿根廷的比赛中替补登场，最终以1-1战平对手完成了他在智利的首秀。6月18日，他首次在首发阵容中亮相，并在对阵玻利维亚的比赛中打入了他在智利国家队的首个进球，帮助球队以1-0获胜。

## 榮譽
英格蘭U19
- 歐洲U-19足球錦標賽冠軍 : 2017